# Leicester Abbey
Leicester Abbey (de abdij van Leicester), ook wel de Abbey of Saint Mary de Pratis, was een abdij, gelegen ongeveer 2 kilometer ten noorden van de stad Leicester. Tegenwoordig resteert slechts een ruïne, die gelegen is in een stadspark van Leicester.

## Geschiedenis
De abdij werd in 1143 gesticht door Robert Le Bossu, die later eerste minister werd van Engeland. De abdij was een van de grootste en meest invloedrijke landbezitters in Leicestershire, dankzij belangrijke schenkingen door onder andere de Engelse Kroon.
De abdij werd het beroemdst door zijn binding met kardinaal Thomas Wolsey, aartsbisschop van York en Lord Chancellor van Engeland, die voor een tijd de belangrijkste man was naast de Engelse koning. Ook binnen de kerkelijke hiërarchie nam Wolsey een belangrijke plaats in, daar hij door zijn kardinaalschap hoger in rang stond dan de aartsbisschop van Canterbury.
Toen hij in 1529 in onmin raakte met de koning en terugging naar zijn aartsbisdom York, werd hij een jaar later teruggeroepen naar Londen voor berechting op beschuldiging van hoogverraad. Op zijn weg terug naar Londen stopte hij bij de abdij, waar hij tegen de abt de volgende woorden gezegd zou hebben: “I am come to leave my bones among you” (vert: Ik ben gekomen, om mijn gebeente bij jullie te laten). Die nacht stierf hij daar. Wolsey werd begraven in de abdij en tegenwoordig staat er een monument op de plaats waar hij begraven zou zijn.
Na de afscheiding van de Engelse kerk van de Rooms-Katholieke Kerk zou de abdij aanvankelijk verheven worden tot kathedraal van Leicester, maar door grote financiële misstanden werden de abdij en zijn omliggende gebieden geschonken aan de markies van Northampton, die het bezit later verkocht aan de graaf van Huntingdon. Hij liet een huis op de grond bouwen met de stenen van de abdij. Slechts enkele gebouwen van de abdij bleven behouden.

## Moderne tijd
De restanten van de abdij liggen nu in Abbey Park en zijn uitgeroepen tot beschermd monument.